# Incredicoaster
De Incredicoaster is een attractie in het Amerikaanse attractiepark Disney California Adventure Park, die geopend werd op 8 februari 2001 als de California Screamin', maar op 23 juni 2018 werd heropend onder de huidige naam. Het is een stalen achtbaan die echter zo geconstrueerd is dat hij op een houten achtbaan lijkt. De attractie is gethematiseerd naar de films rondom The Incredibles.

## Geschiedenis
De Incredicoaster werd geopend als de achtbaan California Screamin'. Naast de thematische rol van een houten achtbaan die paste in het plaatje van het themagebied Paradise Pier, werd de California Screamin' onder meer ontworpen als visuele barrière aan de rand van het park. De hoge constructie zou de zichtlijnen van gasten in het park houden, waardoor de buitenwereld van het park voor gasten 'onzichtbaar' bleef vanuit het park. Om intensief onderhoud te voorkomen, werd in plaats van een houten achtbaan uiteindelijk gekozen voor een onderhoudsvriendelijkere stalen variant, die door de ondersteunende constructie echter wel werd vormgegeven als zijnde een houten achtbaan. Het technische ontwerp van de achtbaan werd uiteindelijk gedaan door Ingenieur Büro Stengel GmbH; de baan werd gebouwd door Intamin. Met dit ontwerp werd California Screamin' de 8ste langste achtbaan ter wereld. Toen in 2012 de achtbaan Son of Beast in Kings Island werd gesloten, kreeg de California Screamin' bovendien het record van de langste achtbaan ter wereld met een inversie.
Na de opening van de attractie zijn in eerste instantie enkele kleinschalige wijzigingen aan de attractie aangebracht. De grootste wijziging was het vervangen van het silhouet van Mickey Mouse achter de looping; dit werd in 2009 vervangen door een schildering van een zon en de letters "Paradise Pier." Daarnaast werden op 2 november 2010 de oorspronkelijke veiligheidsinstructies, ingesproken door Dee Bradley Baker, vervangen door een nieuwe variant, waarvoor Neil Patrick Harris zijn stem leende.
Op 15 juli 2017 werd er op de D23 Expo aangekondigd dat Paradise Pier, en daarmee California Screamin', zou worden hetontworpen tot een themagebied rondom figuren uit de films van Pixar: Pixar Pier. De California Screamin' werd daarom op 8 januari 2018 gesloten, om later dat jaar te openen als de Incredicoaster op 23 juni 2018.

## Afbeeldingen

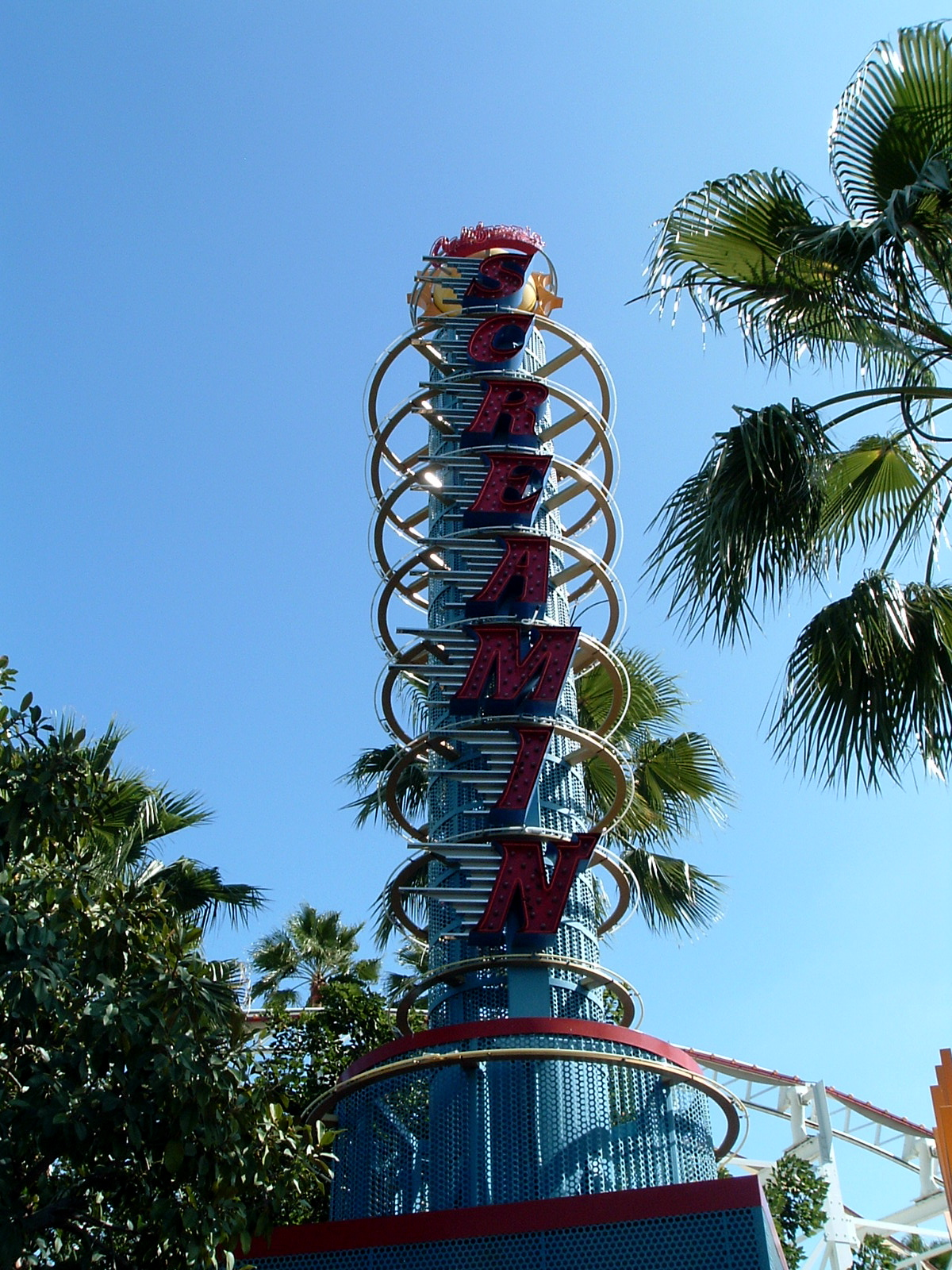
Een bord dat verwijst naar de achtbaan
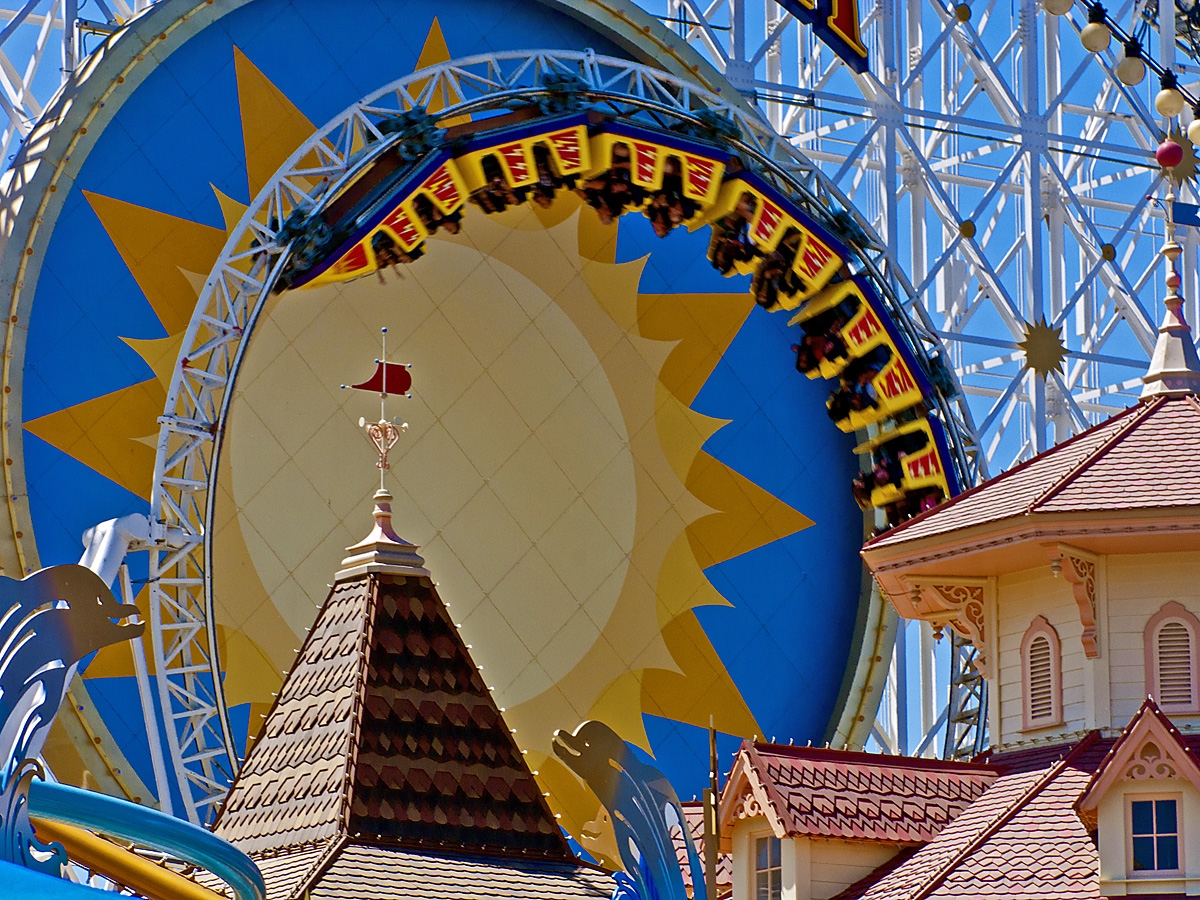
De vervanging van het Mickey Mouse-silhouet
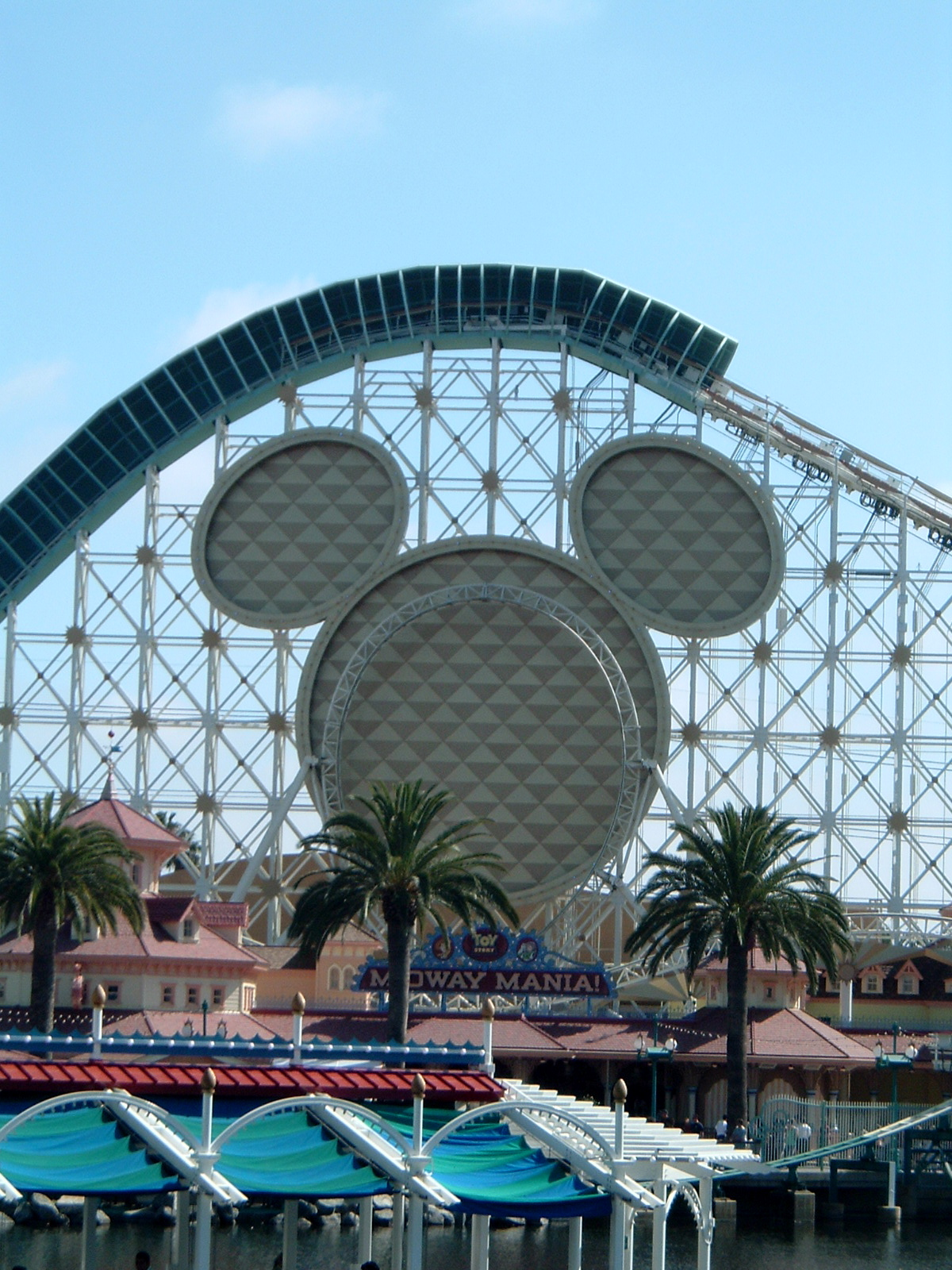
Het silhouet van Mickey Mouse voor de wijziging in 2009
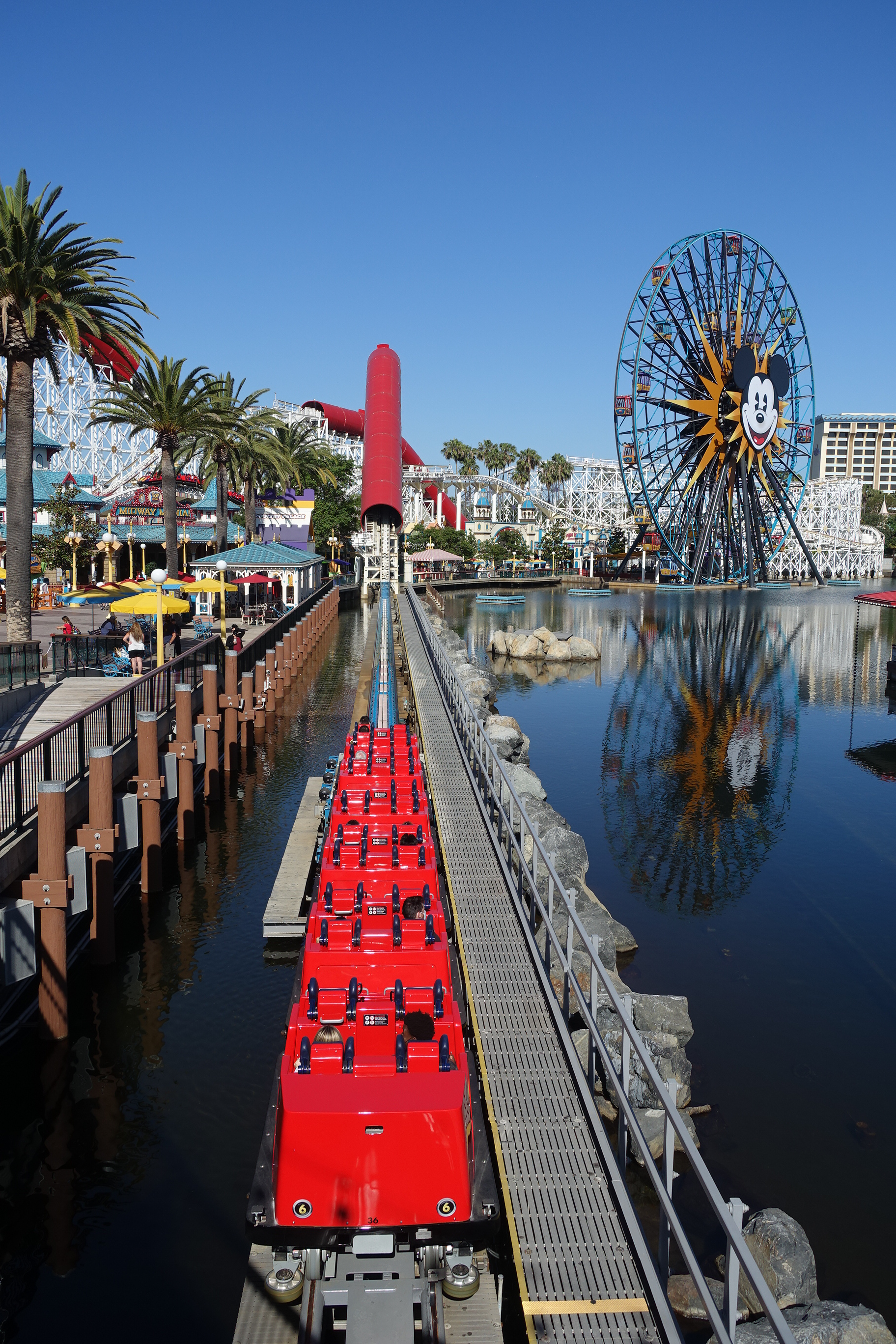
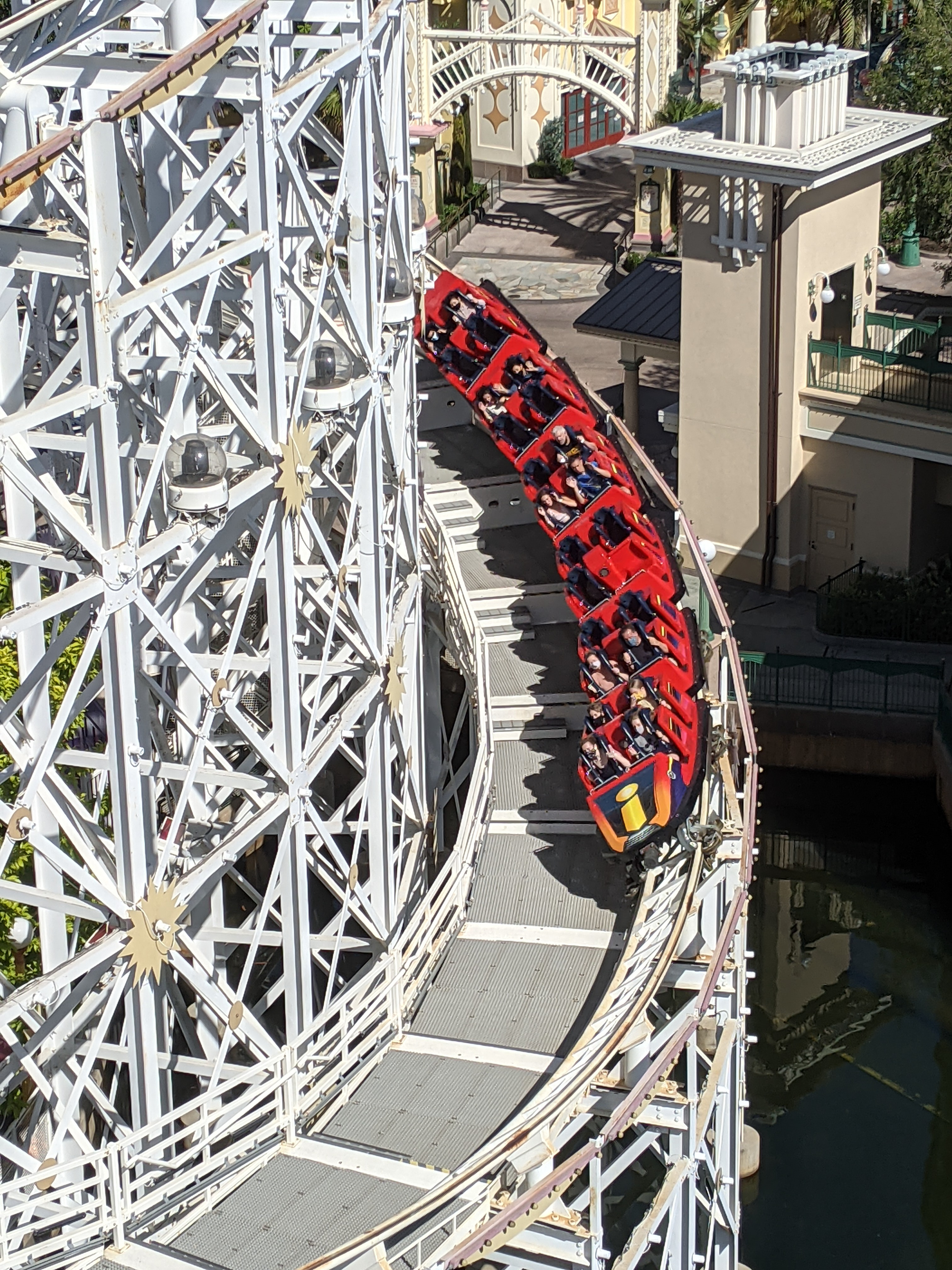

Disneyland Resort · Lijst van attracties in Disney California Adventure Park